# Gens Herminia
La gens Herminia era una gens (clan familiare) patrizia della Roma antica. Membri di questa gens compaiono durante il primo periodo della Repubblica romana. In questo periodo, due membri della famiglia ottengono il consolato: Tito Erminio Aquilino nel 506 a.C., e Lars Herminius Coritinesanus, o Lars Herminius Aquilinus, nel 448 a.C..

## Origine
Gli antichi romani consideravano la gens Herminia come una famiglia di origine etrusca. Silio Italico menziona un pescatore etrusco con questo nome. Gli Herminii sono una delle poche famiglie romane conosciute ad aver usato un praenomen distintamente etrusco. Tuttavia, nelle tradizioni relative all'episodio di Orazio Coclite e dei suoi compagni a difesa del Pons Sublicius, Tito Erminio Aquilino sembra rappresentare l'antica tribù dei Titienses, l'elemento Sabino del populus romano. Di fatto, un certo numero di nomi di origine sabina e osca iniziano con la sillaba, Her-.

## Praenomina utilizzati dalla gens
I Praenomina utilizzati dalla gens sono Titus e Lars, anche se alcune fonti, invece di Lars, citano Spurius o Lucius.

## Personaggi illustri
- Tito Erminio Aquilino console nel 506 a.C.,
- Larcio (o Spurio) Erminio Coritinesano Aquilino, console nel 448 a.C.